# Mount Macklin (Mac-Robertson-Land)
Mount Macklin ist ein gebirgskammähnlicher Berg mit einem 2005 m hohen und exponierten Gipfel im ostantarktischen Mac-Robertson-Land. In den Anare-Nunatakkern ragt er unmittelbar östlich des Mount Shaw auf.
Eine Mannschaft unter Leitung des australischen Polarforschers John Mayston Béchervaise (1910–1998) besuchte ihn im November 1955 im Rahmen der Australian National Antarctic Research Expeditions. Das Antarctic Names Committee of Australia benannte ihn nach Eric Leslie Macklin (1925–1997), Funker auf der Mawson-Station in den Jahren 1955 und 1959.